# Марія Амалія Австрійська (1701–1756)
Марі́я Ама́лія Йозе́фа А́нна Австрі́йська (нім. Maria Amalie Josefa Anna von Österreich, 22 жовтня 1701 — 11 грудня 1756) — ерцгерцогиня Австрійська з династії Габсбургів, донька імператора Священної Римської імперії Йозефа I та принцеси Брауншвейг-Люнебурзької Вільгельміни, дружина курфюрста Баварії Карла Альбрехта, який у 1742 році став імператором Священної Римської імперії під іменем Карла VII.

## Біографія

### Ранні роки
Марія Амалія народилася 22 жовтня 1701 року у віденському палаці Гофбург. Була третьою дитиною та другою донькою в родині римського короля Йозефа Габсбурга та його дружини Вільгельміни Брауншвейг-Люнебурзької. Ім'я Амалія новонароджена отримала на честь матері, у якої воно було другим, Марія — було традиційним для австрійських ерцгерцогинь. Дівчинка мала старшу сестру Марію Йозефу, брат Леопольд помер немовлям за два місяці до її появи на світ.
Її дід з батьківської лінії, Леопольд I, в цей час очолював Священну Римську імперію. Кузен з материнського боку, Георг, був курфюрстом Ганноверу, кузина Софія Шарлотта — першою королевою-консортом Пруссії.
Шлюб батьків від початку був щасливим, однак смерть сина та численні романи Йозефа зі служницями та придворними дамами спричинили відчуження між подружжям. До того ж венерична хвороба, на яку вони захворіли у 1704 році, зробила неможливою появу інших нащадків. Разом з тим, матір мала погані відносини зі свекрухою Елеонорою Магдаленою.
У травні 1705 року батько Марії Амалії став імператором Священної Римської імперії, королем Угорщини та Богемії. Все його правління було присвячене Війні за іспанську спадщину та прагненню створити більш пишний двір, ніж у його противника Людовика XIV. Через це скрізь відчувався брак грошей. Його царювання було нетривалим і у квітні 1711 року він помер під час епідемії віспи.

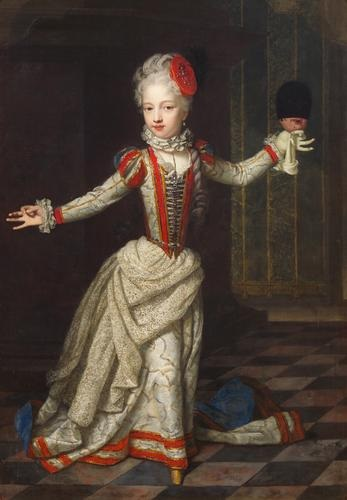
Портрет пензля Д. Ріхтера-старшого, 1709, Музей історії мистецтв

Таємний пакт про престолонаслідування, підписаний Йозефом та його молодшим братом Карлом у 1703 році передбачав, що імперський престол, у разі відсутності в обох нащадків чоловічої статі, після Карла переходить до старшої доньки Йозефа — Марії Йозефи, за якою слідує Марія Амалія. Однак, прийнята Карлом у 1713 році Прагматична санкція затвердила перехід влади до його власних доньок. Марії Йозефі та Марії Амалії було заборонено брати шлюб, доки вони не відмовились від прав на престол.
Вільгельміна, яка оселилася з доньками у Шенбрунні, виділеному їй як удовина резиденція, активно боролася за їхні права. Її підтримувала свекруха, відносини з якою налагодилися після смерті чоловіка. Зрештою, коли прагматична санкція була остаточно затверджена, Вільгельміна не схвалила її, однак відкрито не протестувала.
Дівчата отримали суворе католицьке виховання, на який особливий відбиток був накладений релігійністю матері. Марію Амалію змальовували як більш яскраву та екстравертовану особистість, ніж її сестра Йозефа. До того ж вона була відома своєю красою.
Ерцгерцогиню запропонували нареченою спадкоємцю Савої Віктору Амадею, аби покращити напружені відносини між двома країнами. Однак його батько Віктор-Амадей II проігнорував цей план. Принц помер у березні 1715 року від віспи неодруженим.

## Шлюб

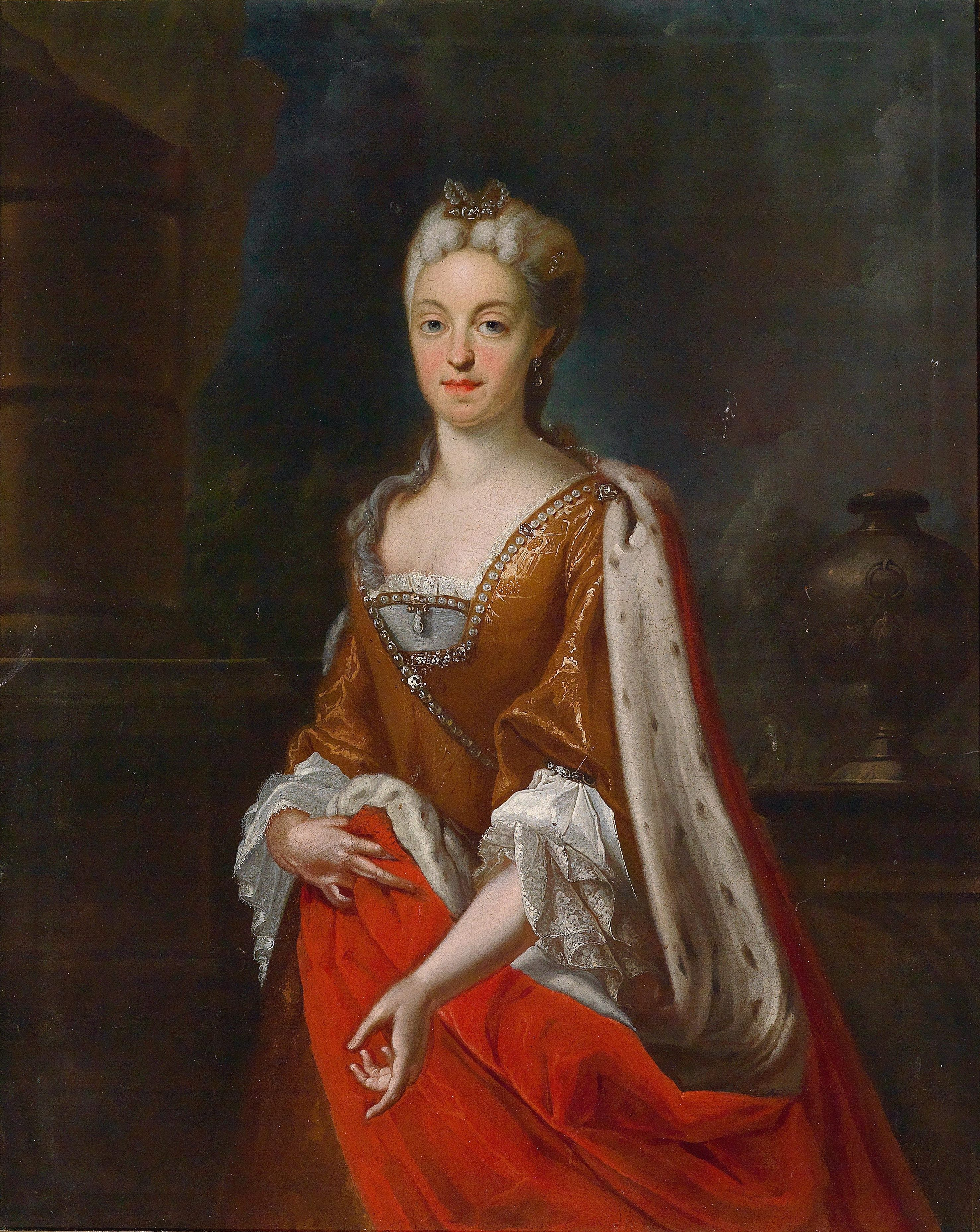
Портрет Марії Амалії пензля Жозефа Вівьєна, перша половина XVIII сторіччя

У 1717 році Марія Амалія познайомилася зі спадкоємним принцом Баварії Карлом Альбрехтом, який на чолі баварської дивізії прибув до Відня по дорозі до Белграду, де мав взяти участь у війні проти турок. Принц хотів ближче познайомитися з імператорською родиною та взяти за дружину когось з ерцгерцогинь, оскільки союз з Австрією був вигідним з династичних та політичних міркувань. Їхня друга зустріч відбулася наступного року, однак принц попросив руки Марії Йозефи. Йому, однак, було відмовлено, оскільки дівчина вже була заручена зі спадкоємцем саксонського та польського престолів Августом Фрідріхом. 
Згодом Карл Альбрехт зробив пропозицію Марії Амалії. Дозвіл було отримано після того, як Марія Амалія та Карл Альбрехт відмовилися від прав на австрійський престол. Вінчання відбулося 5 жовтня 1722 у Відні. Посаг нареченої включав у себе коштовностей на суму 986 500 гульденів. Урочистості в Мюнхені були ще більш пишними, ніж у Відні. Вони тривали з 17 жовтня по 4 листопада та коштували 4 мільйони гульденів. Керівник баварської опери Томазо Джованні Альбіноні представив з приводу союзу нову оперу «Справжні друзі» (італ. «I veri amici»). Оселилися молодята у палаці Німфенбург під Мюнхеном. Їхній сучасник Йоганн Якоб Мозер описував подружнє життя як дуже щасливе, оскільки Марії Амалії вдалося чудово призвичаїтися до характеру свого чоловіка та «мати темперамент, рівний його прихильності». 
Разом з тим, Карл Альбрехт не полишав своїх холостяцьких звичок і продовжував заводити коханок. Двоє його позашлюбних дітей народилися до вінчання з Марією Амалією, четверо — вже після нього. Втім, наступного року після весілля він припинив зв'язок із фрейліною Марією Кароліною фон Інгенхайм та видав її заміж за Ієроніма фон Спреті.

### Курфюрстіна та імператриця

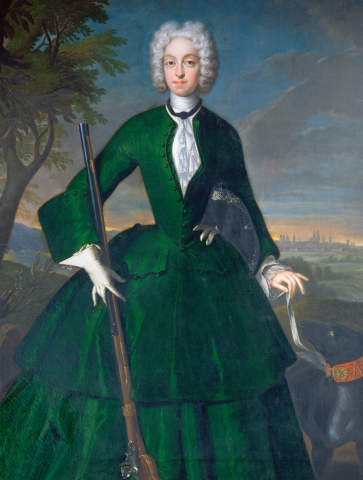
Марія Амалія в мисливському вбранні, портрет Ф. Й. Віндера

Наприкінці лютого 1726 року Карл Альбрехт став правлячим курфюрстом Баварії, а Марія Амалія — курфюрстіною-консортом. У травні 1727 року, після народження сина, вона отримала у подарунок від чоловіка палац Фюрстенрід із бароковим садом, який перед цим був модернізований придворним архітектором Йозефом Еффнером. У 1734 році Карл Альбрехт також наказав звести для дружини окремий мисливський будинок, який назвав на її честь Амаліенбургом. Будівля була розташована поблизу Німфенбурга, навпроти ермітажу Магдалененклаузе. Остаточного вигляду у стилі рококо вона набула у 1739 році. У прикроватній ніші спальні містилися портрети подружжя у мисливському вбранні.
Як і чоловік, насолоджувалася придворним життям, пишністю та вечірками. Разом із Карлом Альбрехтом вони зробили баварський двір культурним центром. Покровительствувала опері. Цікавилася політикою, захоплювалася полюванням та подорожами, аргументуючи останні тим, що паломництва допоможуть їй народити синів. Відвідувала гірський курорт Адельхольцен. Протегувала церквам і монастирям, засновувала нові. Підтримувала тісні стосунки зі своєю зовицею Марією Анною, яка була черницею-кларисинкою в мюнхенському монастирі Святого Якова.
Після смерті її дядька Карла у 1740 році почалася Війна за австрійську спадщину. Незважаючи на те, що Марія Амалія відмовилася від прав на престол, Карл Альбрехт заявив про права дружини на нього. Сама курфюрстіна представляла при дворі «партію миру».
Баварія уклала союз із Пруссією, Саксонією, Францією, Іспанією та кількома іншими країнами, і до кінця січня 1741 року була захоплена практично вся Силезія. У липні мешканці Лінца присягнули курфюрсту як своєму правителю. У грудні була взята Прага, і Карл Альбрехт коронувався у королі Богемії. Марія Амалія не була присутньою на коронації, оскільки на чеських землях точилися бої, і чоловік не хотів ризикувати її життям. У січні 1742 року він рушив до Франкфурту, де коронувався в імператори Священної Римської імперії. В той же час австрійці перейшли у наступ, відбили Лінц та Верхню Австрію та вдерлися до Баварії. У 1743 році Карл був змушений відмовитися від чеської корони. До 1744 року подружжя мешкало у Франкфурті, після чого імператор зміг звільнити Баварію, уклавши Франкфуртську унію з королем Пруссії.
Він помер у січні 1745 року, до того, як закінчилася війна. Після цього Марія Амалія припинила ворогування зі своєю кузиною Марією Терезією та змусила сина зупинити війну з Австрією. 22 квітня 1745 року між Баварією та Австрією був підписаний Фюссенський мир.
Решту життя провела у своїй резиденції Фюрстенрід. У 1754 році заснувала шпиталь Elisabetinerinnen у Мюнхені, який керувався черницями.
Померла 11 грудня 1756 року у палаці Німфенбург. Була похована поруч із чоловіком у третій ніші крипти Театинеркірхе у Мюнхені. Їхні серця спочивають у подвійній урні у Святій Каплиці Альтеттінгу.

## Родина

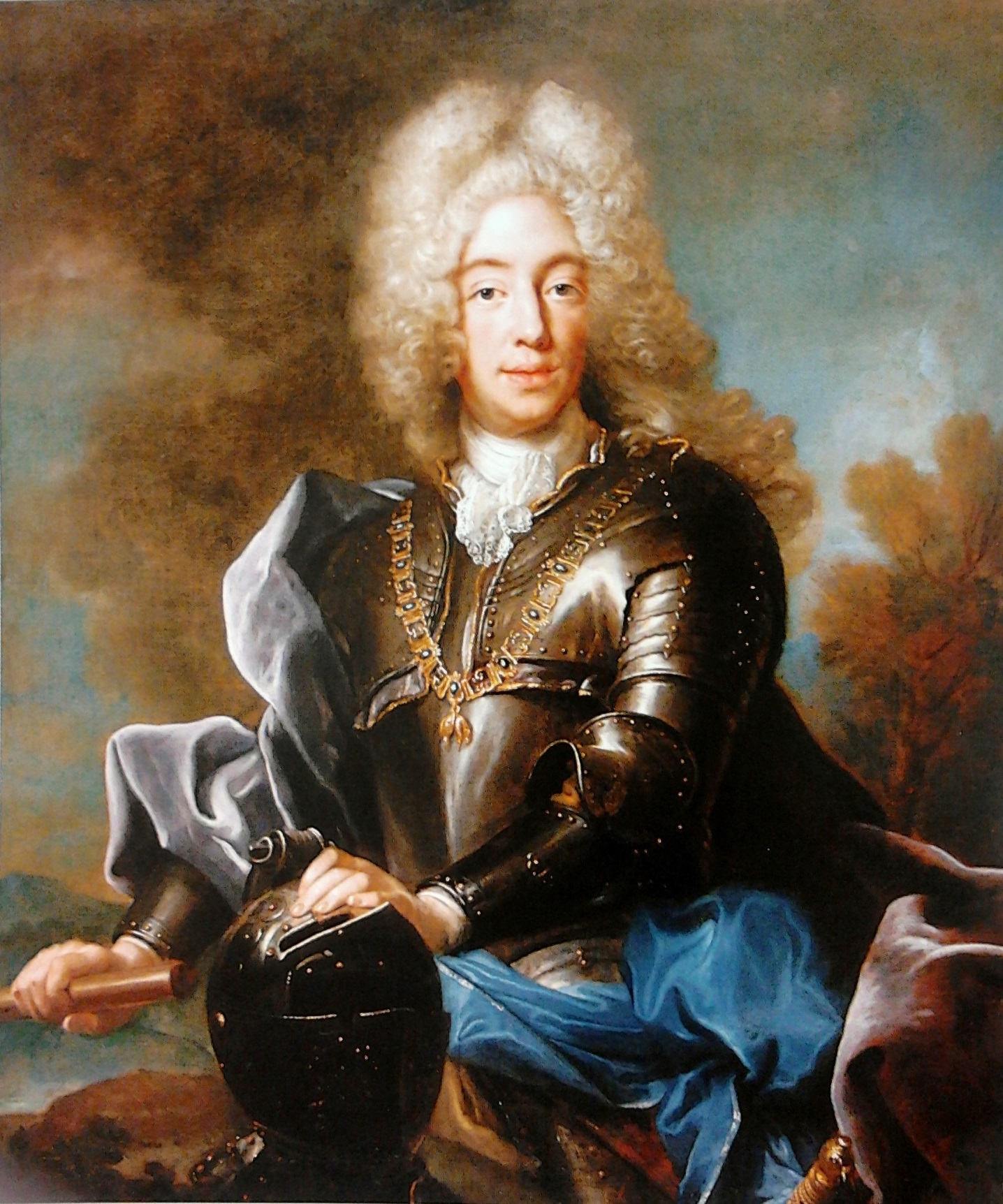
Портрет Карла Альбрехта пензля Жозефа Вівьєна, Королівський замок у Варшаві

Чоловік —  Карл Альбрехт, курфюрст Баварії, з 1742 року імператор Священної Римської імперії під іменем Карл VII.
Діти:
- Максиміліана Марія (нар. та пом. 12 квітня 1723) — прожила кілька годин;
- Марія Антонія (1724—1780) — дружина курфюрста Саксонії Фрідріха Кристіана, мала семеро дітей;
- Тереза Бенедикта (1725—1743) —̩ прожила 17 років, одружена не була, дітей не мала;
- Максиміліан Йозеф (1727—1777) — курфюрст Баварії у 1745—1777 роках, був одруженим із саксонською принцесою Марією Анною, дітей не мав;
- Йозеф Людвіг (1728—1733) — прожив 5 років;
- Марія Анна (1734—1776) — дружина маркграфа Баден-Бадена Людвіга Георга, дітей не мала;
- Марія Йозефа (1739—1767) — дружина імператора Священної Римської імперії Йозефа II, дітей не мала.

## Нагороди
- Орден Зіркового хреста (Священна Римська імперія).